# David Wallin
David August Wallin (født 7. januar 1876 i Östra Husby i Östergötland, død 27. juni 1957 i Stockholm) var en svensk maler.
Wallin gik på Stockholms Akademi, studerede videre i udlandet og ydede snart en personlig kunst, som fandt vej til offentlige samlinger (portræt af grev Georg von Rosen, Malmö Museum; landskab, Stockholms Nationalmuseum m. v.). På den baltiske udstilling 1914 sås blandt andet portrætter af fru Waldenström og grev Rosen. Hans evne for den store stil (under ret løs formgivning) kom også godt til orde i den righoldige samling på Göteborg-udstillingen 1923, hvor billeder som det store Sommer (stående nøgen kvinde), Moder og barn, Højsommer med flere 
viste megen skønhedssans og en varm lysende kolorit. Wallin var også smukt repræsenteret på den svenske udstilling i København 1916 med figurbilleder i fremherskende gulhvid lysende tone og en næsten Carrière udsvømmende form. 